# Michael Palumbo
Michael Palumbo (Brooklyn, 31 gennaio 1944) è uno storico statunitense di libri sui crimini di guerra.
Ha scoperto i fascicoli della Commissione delle Nazioni Unite per i crimini di guerra [UNWCC] negli archivi dell'ONU, come rivelato nell'articolo di Robert Pear sul New York Times del 28 marzo 1980,fingendosi un assistente del Segretario generale dell'ONU Kurt Waldheim che aveva un dossier nei fascicoli dell'UNWCC. Solo nel 1987, in base ad nuovo regolamento, governi, studiosi, ricercatori e giornalisti sono stati autorizzati a esaminare tutti i fascicoli negli archivi dell'ONU senza impegnarsi a mantenere il segreto.
Nel novembre 1989 Palumbo è stato consulente e intervistato in un documentario di due ore della BBC, Fascist Legacy sull'insabbiamento britannico del genocidio di Mussolini in Africa e nei Balcani e che ha ricevuto una notevole copertura da parte della stampa italiana.  In seguito, Palumbo ricevette migliaia di minacce di morte da parte di veterani dell'esercito italiano, suggerendo un paragone con le intimidazioni ricevute da Salman Rushdie nel 1989.
Nel 1992 Rizzoli pubblicò "L'olocausto rimosso", il suo libro sull'insabbiamento dei crimini fascisti in Libia, Etiopia, Grecia e Jugoslavia, basato su ricerche in dieci lingue. Le pressioni di ambienti influenti della politica e del mondo militare, oltre alla minaccia di querela per diffamazione da parte di Giovanni Ravalli, un ex ufficiale citato nel libro, convinsero Rizzoli a distruggere tutte le 8.000 copie appena stampate. Dopo il recupero nel 2020 di una copia evidentemente scampata al macero, il libro è stato pubblicato nel novembre 2024 da Edizioni Alegre con il nuovo titolo "Le atrocità di Mussolini".

## Fonti
- Michael Palumbo: Rassegna Stampa 1980-2008[16]
- Michael Palumbo: Bibliografia Retrospettiva 1988-2020[17]
- Recensioni e rassegna stampa 2024-2025[18]

## Pubblicazioni
- National Lines of Bullshit
- 1948 Nakba - Expulsion of Palestinians (versione aggiornata di "The Palestinian Catastrophe")
- The Myth of Benign Italian Fascism (versione aggiornata de "L'olocausto rimosso"/"Le atrocità di Mussolini"))
- The Holocaust Betrayed-Israel's Cover-up of Nazis
- Thank God I'M An Atheist - Destiny Devoid of the Supernatural
- Growing Up In Mafia Land
- Too Dumb To Die